# Txema del Olmo
Txema del Olmo Zendegi est un ancien coureur cycliste espagnol né le 26 avril 1973 à Bilbao. Il fut stagiaire dans l'équipe Euskadi du 1er septembre 1997 jusqu'à la fin de l'année avant de devenir professionnel de 1998 à mars 2005.

## Biographie
Txema del Olmo est né à Bilbao au Pays basque. Il commence sa carrière professionnelle chez Euskadi en 1997 devenue l'année suivante Euskaltel-Euskadi. L'année suivante, il remporte sa seule victoire professionnel lors de l'étape reine du Tour de l'Avenir 1998. Il termine second de ce Tour de l'Avenir. Les années suivantes, il se classe à trois reprises dans les vingt premiers du Tour d'Espagne.
Lors du prologue du Tour de France 2001, il est contrôlé positif à l'EPO. Son contrôle n'est rendu officiel que le 14 juillet. Il est alors disqualifié par ASO. Il fait appel de cette décision devant la fédération espagnole qui invalide le contrôle, avant que l'UCI ne décide le 16 juillet 2002 de le suspendre pour une durée de deux ans.
L'année suivante, il reprend la compétition dans l'équipe portugaise Milaneza-Maia. Il arrête sa carrière professionnelle le 31 mars 2005.
Il est désormais directeur sportif dans une équipe amateur qui participe à des cyclosportives notamment la Race Across America.

## Palmarès
- 1996
  - 3e du Premio Nuestra Señora de Oro
- 1997
  - 3e du Mémorial Manuel Galera
  - 3e de la Clásica Internacional Txuma
- 1998
  - 8e étape du Tour de l'Avenir
  - 2e du Tour de l'Avenir
- 2000
  - 10e du Tour du Pays basque

## Résultats sur les grands tours

### Tour de France
1 participation
- 2001 : disqualifié (6e étape)

### Tour d'Espagne
3 participations
- 1999 : 16e
- 2000 : 15e
- 2003 : 16e